# Grenadierzy pancerni

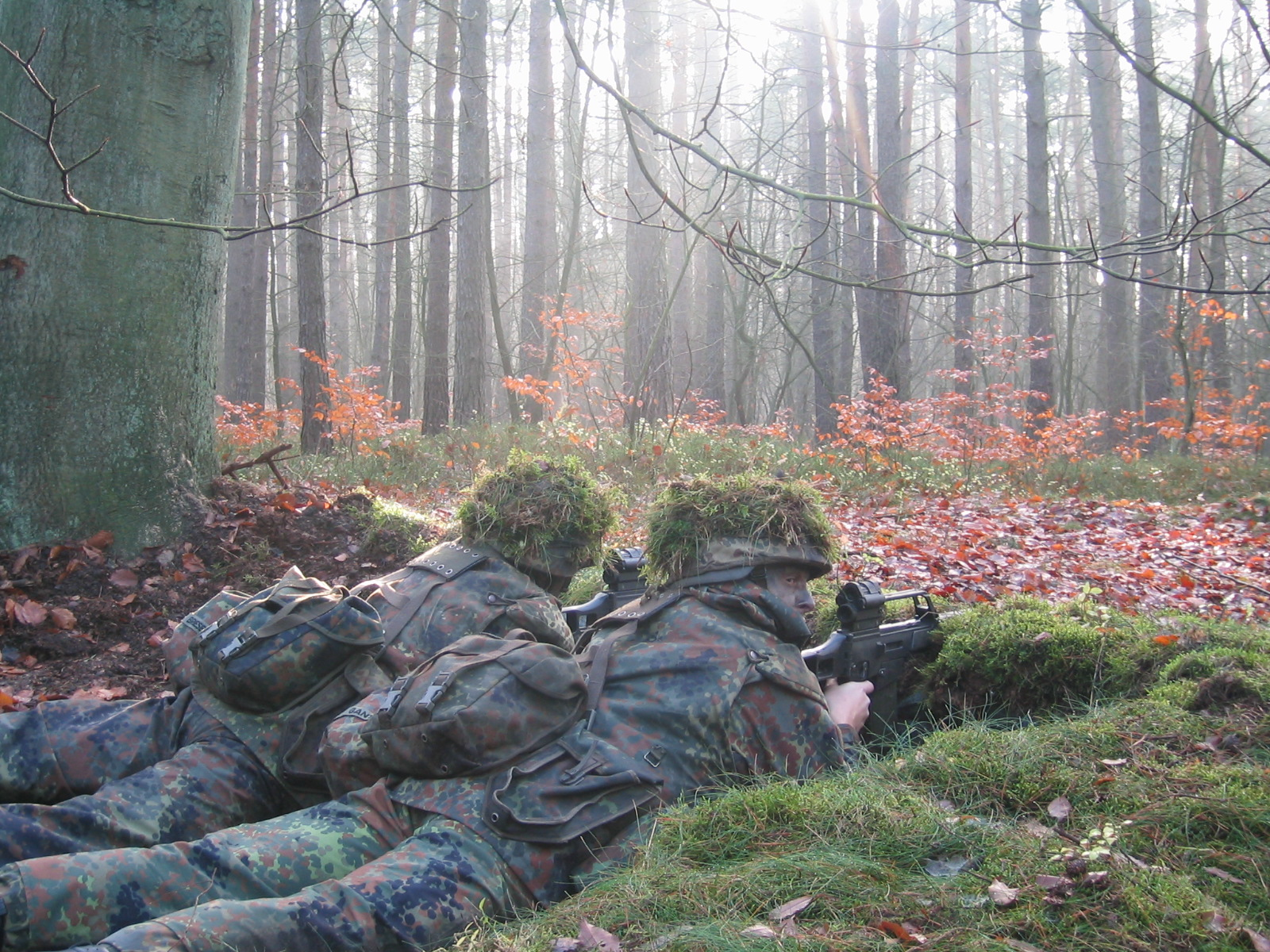
Grenadierzy pancerni w czasie ćwiczeń (2006).

Grenadierzy pancerni – oddziały piechoty zmotoryzowanej w armii niemieckiej w okresie drugiej wojny światowej (są również częścią współczesnej armii niemieckiej). 

## Charakterystyka
Z reguły oddziały grenadierów pancernych współdziałały z czołgami w ramach dywizji grenadierów pancernych lub dywizji pancernych (podobnie jak fizylierzy w Armii Czerwonej). W odróżnieniu od jednostek piechoty i grenadierów, oddziały grenadierów pancernych miały więcej broni ciężkiej (np. dział i karabinów maszynowych) oraz były bardziej zmechanizowane (grenadierzy pancerni przemieszczali się przeważnie ciężarówkami lub transporterami opancerzonymi i mieli dużo dział pancernych i samobieżnych). Tym samym były to najlepiej wyposażone oddziały niemieckiej piechoty.
Pułki grenadierów pancernych zaczęły pojawiać się w niemieckich dywizjach pancernych w 1943 roku z przekształcenia pułków piechoty zmotoryzowanej. 23 czerwca 1943 r. dywizje piechoty zmotoryzowanej przemianowano na dywizje grenadierów pancernych. Dwie dywizje 14 i 36 pozostały przy dotychczasowych nazwach. Różniły się one od dywizji pancernych tym, że zamiast pułku czołgów miały tylko batalion czołgów lub dział szturmowych. W Wehrmachcie było do 16 takich dywizji, a w Waffen-SS – pod koniec wojny – 8 (nie wszystkie w pełnym składzie).

## Jednostki grenadierów pancernych
- 4 Dywizja Grenadierów Pancernych SS „Polizei”
- 11 Ochotnicza Dywizja Grenadierów Pancernych SS „Nordland”
- 16 Dywizja Grenadierów Pancernych SS „Reichsführer SS”
- 17 Dywizja Grenadierów Pancernych SS „Götz von Berlichingen”
- 18 Ochotnicza Dywizja Grenadierów Pancernych SS „Horst Wessel”
- 23 Dywizja Grenadierów Pancernych SS „Nederland”
- 27 Ochotnicza Dywizja Grenadierów Pancernych SS (1 flamandzka) „Langemarck”
- 28 Ochotnicza Dywizja Grenadierów Pancernych SS (1 walońska) „Wallonien”
- Dywizja Grenadierów Pancernych Großdeutschland
- Dywizja Grenadierów Pancernych Brandenburg
- Dywizja Grenadierów Pancernych Feldherrnhalle
- Dywizja Grenadierów Pancernych Kurmark
- Führer-Begleit-Brigade
- 3 Dywizja Grenadierów Pancernych
- 10 Dywizja Grenadierów Pancernych
- 15 Dywizja Grenadierów Pancernych
- 16 Dywizja Grenadierów Pancernych
- 18 Dywizja Grenadierów Pancernych
- 20 Dywizja Grenadierów Pancernych
- 25 Dywizja Grenadierów Pancernych
- 29 Dywizja Grenadierów Pancernych
- 90 Dywizja Grenadierów Pancernych
- 233 Rezerwowa Dywizja Grenadierów Pancernych

Liczne dywizje pancerne zostały stworzone poprzez rozbudowę dywizji grenadierów pancernych (np. 1 Dywizja Pancerna SS „Leibstandarte SS Adolf Hitler”, 5 Dywizja Pancerna SS „Wiking” i Korpus Pancerny Großdeutschland).
W połowie 1944 roku pułk grenadierów pancernych w dywizji pancernej Waffen-SS miał następujący skład (na przykładzie 25 Pułku Grenadierów Pancernych SS z 12 Dywizji Pancernej SS „Hitlerjugend”):
- kompania sztabowa;
- 1 batalion – trzy kompanie grenadierów pancernych na transporterach opancerzonych, kompania broni ciężkiej, kompania zaopatrzenia;
- 2 batalion – trzy kompanie grenadierów pancernych na ciężarówkach, kompania broni ciężkiej, kompania zaopatrzenia;
- 3 batalion – trzy kompanie grenadierów pancernych na ciężarówkach, kompania broni ciężkiej, kompania zaopatrzenia;
- bateria artylerii przeciwlotniczej;
- bateria dział piechoty;
- kompania rozpoznawcza;
- kompania saperów.